# Associazione Calcio Belluno 1946-1947
Questa voce raccoglie le informazioni riguardanti l'Associazione Calcio Belluno nelle competizioni ufficiali della stagione 1946-1947.

## Rosa
| N. |                   | Ruolo | Calciatore         |
| -- | ----------------- | ----- | ------------------ |
|    | Italia (bandiera) | C     | Umberto Menti      |
|    | Italia (bandiera) | D     | Rodolfo Picucci    |
|    | Italia (bandiera) | D     | Umberto Catello    |
|    | Italia (bandiera) | C     | Livio Zanolli      |
|    | Italia (bandiera) | D     | Giambattista Masut |
|    | Italia (bandiera) | P     | Marco D'Incà       |
|    | Italia (bandiera) | D     | Luigi Da Gioz      |
|    | Italia (bandiera) | C     | Girolamo Lovato    |
|    | Italia (bandiera) | D     | Guido Forcellini   |
|    | Italia (bandiera) | C     | Mario Fiabane      |

| N. |                   | Ruolo | Calciatore             |
| -- | ----------------- | ----- | ---------------------- |
|    | Italia (bandiera) | C     | Bruno Pampanin         |
|    | Italia (bandiera) | ?     | Angelo Fornasier       |
|    | Italia (bandiera) | C     | Corrado Feltrin        |
|    | Italia (bandiera) | ?     | Virgilio Damian        |
|    | Italia (bandiera) | C     | Gino Pellegrinet       |
|    | Italia (bandiera) | A     | Livio Dalla Bernardina |
|    | Italia (bandiera) | A     | Corrado Salvador       |
|    | Italia (bandiera) | A     | Luciano Piazza         |